# Rosario (Desamparados)
Rosario è un distretto della Costa Rica facente parte del cantone di Desamparados, nella provincia di San José.
Rosario comprende 7 rioni (barrios):
- Bajo Tigre
- Chirogres
- Guadarrama
- Joya
- Llano Bonito
- Quebrada Honda
- Trinidad